# Новый Акульшет
Новый Акульшет — деревня в Тайшетском районе Иркутской области России. Входит в состав Березовского муниципального образования. Находится примерно в 4 км к юго-востоку от районного центра.

## Население
По данным Всероссийской переписи, в 2010 году в деревне проживало 197 человек (85 мужчин и 112 женщин).